# Teste de Ham
Teste de Ham ou teste da hemolisina ácida é um teste usado para o diagnóstico de algumas doenças hematológicas, como a hemoglobinúria paroxística noturna. Neste teste as hemácias do paciente são incubadas a 37°C em soro acidificado para revelar uma maior suscetibilidade à hemólise. Essa ocorre devido a sensibilidade aumentada da membrana da hemácia em fixar o complemento.